# 굿 닥터 (2013년 드라마)
《굿 닥터》는 KBS에서 2013년 8월 5일부터 2013년 10월 8일까지 방영된 월화 미니시리즈이다.

## 기획 의도
- 본 드라마의 특징으로서, 케이블(IPTV 등 비지상파 채널)에서 방영한 드라마 《신의 퀴즈》의 작가로 유명한 박재범의 첫번째 지상파 드라마이므로, 대학병원 소아외과를 배경으로 펼쳐지는 전문의들의 노력과 애환을 그린 휴먼 메디컬 드라마로 기획한 것이다.[1]
- 프로그램 기획서에 기재된 휴먼 메디컬 드라마 '굿 닥터'의 기획 의도는 다음과 같다.

* 아이들의 미래를 위해
많은 사람들이 소아외과가 따로 존재한다는 사실을 모른다. 하지만 소아외과는 쭉 존재해 왔고, 묵묵히 제 갈 길을 가고 있다. 볼펜 크기의 초극소 미숙아 수술, 엄마 배 속에 있는 태아의 수술 등.. 우리가 모르는 엄청난 의술들이 소아외과에서 이루어지고 있다.
굿 닥터는 투철한 사명감으로 어린 생명들을 구해내고 있는 소아외과 의사들의 세계를 다루고 그들의 고뇌와 아픔을 다루는 작품이다. 이와 함께 불합리한 의료보험체계, 이익만을 추구하는 병원들의 경영으로 인해 열악할 수밖에 없는 소아외과의 현실도 가감 없이 보여 줄 예정이다.
또한, 단순한 치료가 아니라 아이들의 미래를 책임지는 의사들의 활약을 통해 어른들이 진정 아이들을 위해서 해야 할 일이 무엇인지 되묻기도 할 것이다. 소아외과 병동의 아이들은 우리 모두의 자녀이자, 조카이자, 동생이다. 굿 닥터는 드라마를 통해 아이들의 쾌유와 미래, 건강한 세상을 염원한다.
* 장애인에 대한 시선의 변화
장애인이 다큐멘터리가 아닌 드라마에 나오는 것을 불편해하는 일부 시청자들이 있다. 그리고 그런 시청자들은 멋있거나 예쁜 주인공이 나오길 원한다. '불편하다'라는 것은 드라마에서는 아름다운 것만 보고 싶다는 의미다. 드라마가 아닌 현실에서는 장애인들을 동정과 연민의 대상으로만 바라본다. 그렇다면 장애인은 아름답지 못하고 불편한 대상인가? 단순한 연민과 동정의 대상인가?
장애 중에서 자폐증만큼 일반인들의 편견과 잘못된 상식을 많이 가진 것은 없다. 영화 '말아톤'의 지적장애, 사회 부적응, 그리고 불치병... 자폐하면 일반인들이 많이 떠올리는 판에 박힌 특징들이다. 하지만 자폐성 장애는 너무나도 다양한 증상과 패턴이 존재하며, 케이스에 따라 차이는 있지만 치료가 가능한 장애다. 치료 후, 사회 구성원으로서 활동도 가능하다. 장애에 대한 편견과 잘못된 지식은 이들을 장애인으로 낙인찍는 요인이다. 이런 낙인은 그들을 이해하는 것이 아닌, 막연한 동정과 연민으로 굳혀진다.
'굿 닥터'는 장애인들 또한 비장애인들과 똑같은 감정과 꿈을 가진 존재이며 도리어 우리에게 울림을 줄 수 있는 아름다운 존재임을 보여 주려 한다. 이를 통해 이들에게 필요한 것은 동정과 연민이 아닌 동질감과 공감이며, 사회 구성원으로서 인정임을 말하려 한다.

## 개요
본 드라마의 특징으로서, 자폐 성향, 사회 성숙도가 9살 수준에 못 미치는 서번트 증후군을 딛고, 소아 외과 의사가 되는 청년 박시온(주원)의 이야기를 모티브로 한 휴먼 메디컬 드라마로 기획한 것이다.
전작인 '상어'의 차기작으로, 2013년 8월 5일부터 방영을 개시한 월화드라마 《굿 닥터》는 6월 13일 첫 촬영에 돌입했는데, 주인공 박시온 역을 맡은 주원은 자폐 성향, 사회 성숙도가 9살 수준에 못 미치는 서번트 증후군을 가진 사람들을 직접 만나거나 다큐멘터리 등의 자료를 찾아보며 드라마를 준비했다고 제작발표회 인터뷰에서 밝힌 바가 있다.
또한 여주인공 차윤서 역을 맡은 문채원은 상황을 이끌어 가는 여의사 캐릭터여서 이 작품을 선택했으며 예쁘게 보이는 것에 신경 쓰지 않고 여의사의 리얼함을 담아내겠다고 했는데 실제로 20회 내내 소박한 옷차림과 헤어스타일을 선보이며 친근한 여의사상을 보여주었다.
드라마에서 박시온 역을 맡았던 주원과 차윤서 역의 문채원, 김도한 역의 주상욱 등을 응원하기 위하여 국내를 포함해 일본, 중국, 대만, 태국, 싱가포르, 자카르타 등에서 《굿 닥터》의 성공 기원하며 쌀 화환을 보낸 가운데
 열린 제작발표회에서 KBS 드라마본부의 기민수 PD는 감성적인 측면이든 노력의 부분이든 체력, 정신력 등 주원이라면 충분히 감당해낼 수 있을 거라고 생각해서 체력을 보고 캐스팅했다고 밝혔다.
한편, 이날 주상욱은 시청률 20%를 돌파하면 시청자와 백허그를 하고 셀카를 찍기로 하는 시청률 공약을 제시했는데 11월 26일 주상욱은 약속을 지키기 위해 20명의 팬들을 대상으로 강남 모처에서 조용하게 '런치타임&프리허그' 공약을 시행했다.
그런 가운데 굿 닥터가 백상예술대상과 한국방송대상뿐만 아니라 반프미디어페스티벌에서도 작품상(로키상)을 수상한 데 이어 2014년 서울 드라마 어워즈에서 대한민국 작품으로는 《정도전》, 《기황후》(이상 장편드라마 부문)과 함께 유일하게 예심을 통과하여 본심에 진출했다.(미니시리즈 부문)

## 제목 선정
본 작품의 기획 단계에서, '그린 메스'라는 명칭이 있었지만, 모든 계층이 누구나 공감할 수 있는 휴먼 메디컬 드라마로 제작하기 위해, '굿 닥터'로 최종 확정했다.
KBS 드라마본부의 곽기원 총괄팀장의 인터뷰에서, "드라마 '굿 닥터' 기획 단계에서, 서번트 신드롬을 지닌 자폐성 장애를 앓고 있는 청년이 세상의 편견을 극복하고 소아외과 전문의로 성장하는 과정을 다룬 휴먼 메디컬 드라마이기 때문에, 아픈 아이들을 치료하고 무사히 성인으로 별 탈 없이 성장할 수 있도록 최선을 다하는 의사들의 이야기인 만큼, 시청자들에게 애틋한 마음으로 안겨줄 수 있는 소재를 가미하여, 장애인과 비장애인 간의 차별없는 사회적 분위기를 조성하기 위해, 모든 계층이 누구나 공감할 수 있는 휴먼 메디컬 드라마로 방향을 잡으면서, 자체적으로 완성도에 기대가 높아 KBS와 SBS 등 각 방송사의 월화드라마 시청률과 화제성을 선점하기 위해 2013년 하반기 방영작으로 최종 확정하였다"라고 덧붙였다.

## 평가
본 드라마 방영 당시에, 시청률 1위를 기록하는 기염을 토하며 장애인 단체들의 감사 전화가 걸려온 만큼 세간의 큰 주목을 받으면서, KBS 2TV의 월화 드라마 중 '가을동화'를 비롯한 '겨울연가', '미안하다, 사랑한다'에 이은 역대 최대 기록이다.

## 등장인물

### 주요 인물
- 주원 : 박시온 역 (아역 최로운) - 성원대학병원 레지던트 1년 차
- 문채원 : 차윤서 역 - 성원대학병원 펠로우 2년 차
- 주상욱 : 김도한 역 - 성원대학병원 소아외과 부교수
- 김민서 : 유채경 역 - 성원대학병원 경영기획실장

### 성원대학병원 사람들
- 천호진 : 최우석 역 - 성원대학병원장
- 곽도원 : 강현태 역 - 성원대학병원 부원장
- 나영희 : 이여원 역 - 성원대학병원 이사장
- 조희봉 : 고충만 역 - 소아외과 과장
- 이기열 : 이혁필 역 - 성원재단 전무
- 정만식 : 김재준 역 - 간담췌외과 과장

### 성원대학병원 간호파트 사람들
- 고창석 : 조정미 역 - 시니어 간호사
- 진경 : 남주연 역 - 파트장
- 이아린 : 이가경 역 - 소아외과 간호사
- 하규원 : 김혜진 역 - 소아외과 간호사

### 성원대학병원 소아외과 의국
- 김영광 : 한진욱 역 - 레지던트 4년 차
- 윤박 : 우일규 역 - 레지던트 2년 차
- 윤봉길 : 홍길남 역 - 레지던트 2년 차
- 왕지원 : 김선주 역 - 인턴

### 성원대학병원 어린이 병동
- 김현수 : 나인해 역 - 단장증후군 환자
- 엄현경 : 나인영 역 - 나인해의 언니
- 안성훈 : 이우람 역 - 가성장폐색증 환자
- 유제건 : 박호석 역 - 선천성 거대결장 수술 환자
- 이장경 : 김예은 역 - 담도폐쇄증 환자
- 오은찬 : 차동진 역 - 췌장가성낭종 환자

### 그 외 인물 (게스트)
- 이찬희
- 이태검
- 강은우
- 안성헌
- 장은풍 : 마취과 장선생 역
- 김혜원 : 김간호사 역
- 전준혁 : 박시덕 역 (어린 시덕) - 박시온 형
- 정윤석 : 시온과 윤서의 도움으로 다시 노래를 할 수 있게 된 천재 성악소년 규현 역(8회부터 10회)
- 반민정 : 천재 성악소년 규현의 엄마 역(9회)
- 유해정 : 개와 함께 길려진 아동학대 피해자 은옥 역(6회부터 11회)
- 류덕환 : 박시온 형 박시덕 역(10회, 어른 시덕)
- 곽지민 : 이수진 역(10회)
- 문희경 : 이수진 시어머니 역
- 인교진 : 서욱현 - 이수진 남편 역
- 엄수정 : 민교수 역
- 허인영 : 동진 엄마 역
- 김선화 : 은옥이 고모 역
- 유재명 : 묻지마 살인범 역 (15회)
- 공정환 : 이 교수 역 - 신경외과 교수 (17회)
- 서윤아 : 친구인 차윤서가 장애가 있는 박시온과 사귄다는 소문에 대해 걱정하는 의사 역
- 김율호 : 응급병동 내 레지던트 역 (4회)
- 서강준 : 불량학생 역 (12회)
- 정성운 : 도한의 동기 정신건강의학과교수 역 (13,15회)
- 허재호 : 장동구 역 (17회)

### 특별출연
- 김창완 : 재단 인수에 관심있는 회장 역
- 윤유선 : 오경주 역 - 박시온 어머니
- 정호근 : 박춘성 역 - 박시온 아버지
- 서현철 : 병수 역 - 의국 사람들의 아지트 '도서관'이라는 이름의 술집 주인
- 박기웅 : 시온 의사후배 어리버리한 웅기 역

## 시청률
최저 시청률과 최고 시청률은 시청률 조사회사와 지역별로 시청률에 차이가 있을 수 있습니다.
| 2013년      | 2013년      | 2013년         | 2013년       | 2013년         | 2013년       |
| 회차        | 방송일      | TNmS 시청률    | TNmS 시청률  | AGB 시청률     | AGB 시청률   |
| 회차        | 방송일      | 대한민국(전국) | 서울(수도권) | 대한민국(전국) | 서울(수도권) |
| ----------- | ----------- | -------------- | ------------ | -------------- | ------------ |
| 제1회       | 8월 5일     | 10.5%          | 10.3%        | 10.9%          | 11.6%        |
| 제2회       | 8월 6일     | 13.6%          | 14.6%        | 14.0%          | 15.1%        |
| 제3회       | 8월 12일    | 13.8%          | 14.6%        | 15.3%          | 16.2%        |
| 제4회       | 8월 13일    | 15.9%          | 16.9%        | 15.8%          | 15.8%        |
| 제5회       | 8월 19일    | 16.5%          | 17.6%        | 18.0%          | 18.5%        |
| 제6회       | 8월 20일    | 18.4%          | 20.4%        | 19.0%          | 20.0%        |
| 제7회       | 8월 26일    | 17.2%          | 18.1%        | 17.4%          | 18.2%        |
| 제8회       | 8월 27일    | 17.5%          | 19.0%        | 18.4%          | 18.5%        |
| 제9회       | 9월 2일     | 17.0%          | 18.3%        | 17.4%          | 17.4%        |
| 제10회      | 9월 3일     | 18.5%          | 20.5%        | 18.4%          | 18.3%        |
| 제11회      | 9월 9일     | 18.3%          | 20.2%        | 18.3%          | 18.7%        |
| 제12회      | 9월 10일    | 20.0%          | 22.2%        | 19.4%          | 19.4%        |
| 제13회      | 9월 16일    | 17.5%          | 19.3%        | 17.9%          | 18.4%        |
| 제14회      | 9월 17일    | 18.9%          | 20.3%        | 18.6%          | 19.3%        |
| 제15회      | 9월 23일    | 18.5%          | 20.2%        | 19.6%          | 20.3%        |
| 제16회      | 9월 24일    | 20.9%          | 22.7%        | 21.5%          | 22.8%        |
| 제17회      | 9월 30일    | 18.0%          | 20.5%        | 20.3%          | 21.1%        |
| 제18회      | 10월 1일    | 19.0%          | 21.4%        | 20.6%          | 21.5%        |
| 제19회      | 10월 7일    | 17.6%          | 20.1%        | 19.0%          | 20.0%        |
| 제20회      | 10월 8일    | 19.5%          | 22.4%        | 19.2%          | 19.5%        |
| 평균 시청률 | 평균 시청률 | 17.3%          | 18.9%        | 17.9%          | 18.5%        |

## OST

### Part. 1
| #  | 제목                          | 작사   | 작곡           | 재생 시간 |
| -- | ----------------------------- | ------ | -------------- | --------- |
| 1. | 〈미라클 (Miracle)〉 (이영현) | 김희탐 | 최철호, 회장님 | 4:54      |

### Part. 2
| #  | 제목                                          | 작사   | 작곡   | 재생 시간 |
| -- | --------------------------------------------- | ------ | ------ | --------- |
| 1. | 〈사랑하고 있습니다 (I'm Loving You)〉 (투빅) | 조영수 | 조영수 | 4:00      |

### Part. 3
| #  | 제목                     | 작사   | 작곡   | 재생 시간 |
| -- | ------------------------ | ------ | ------ | --------- |
| 1. | 〈울고만 있어〉 (백지영) | 오현주 | 이재우 | 4:10      |

### Part. 4
| #  | 제목                  | 작사   | 작곡   | 재생 시간 |
| -- | --------------------- | ------ | ------ | --------- |
| 1. | 〈좋아보여〉 (하동균) | 하동균 | 하동균 | 4:10      |

### Part. 5
| #  | 제목                  | 작사   | 작곡   | 재생 시간 |
| -- | --------------------- | ------ | ------ | --------- |
| 1. | 〈모르나요〉 (김종국) | 조영수 | 조영수 | 3:54      |

### Part. 6
| #  | 제목                                     | 작사           | 작곡    | 재생 시간 |
| -- | ---------------------------------------- | -------------- | ------- | --------- |
| 1. | 〈소독약 (Time Medicine)〉 (주원)        |                |         |           |
| 2. | 〈내가 만일〉 (주원)                     |                |         |           |
| 3. | 〈내가 만일 (시온 Ver.)〉 (주원)         |                |         |           |
| 4. | 〈소독약(Time Medicine) (Inst.)〉 (주원) | 물 만난 물고기 | 미쓰 김 |           |
| 5. | 〈내가 만일 (Inst.)〉 (주원)             |                |         |           |
| 6. | 〈내가 만일 (시온 Ver.) (Inst.)〉 (주원) |                |         |           |

### 굿 닥터 OST
| #   | 제목                                          | 작사       | 작곡           | 재생 시간 |
| --- | --------------------------------------------- | ---------- | -------------- | --------- |
| 1.  | 〈미라클 (Miracle)〉 (이영현)                 | 김희탐     | 최철호, 회장님 | 4:54      |
| 2.  | 〈사랑하고 있습니다 (I'm Loving You)〉 (투빅) | 조영수     | 조영수         | 4:00      |
| 3.  | 〈울고만 있어〉 (백지영)                      | 오현주     | 이재우         | 4:10      |
| 4.  | 〈좋아보여〉 (하동균)                         | 하동균     | 하동균         | 4:10      |
| 5.  | 〈모르나요〉 (김종국)                         | 조영수     | 조영수         | 3:54      |
| 6.  | 〈소독약(Time Medicine)〉 (주원)              | 조영수     | 조영수         | 4:20      |
| 7.  | 〈Dacapo〉 (임직원일동)                       | 임직원일동 | 임직원일동     | 4:58      |
| 8.  | 〈보이나요〉 (아이 투 아이)                   | 김현우     | 김현우         | 3:50      |
| 9.  | 〈내가 만일〉 (주원)                          | 안치환     | 안치환         | 4:00      |
| 10. | 〈내가 만일 (시온 Ver.)〉 (주원)              | 안치환     | 안치환         | 3:00      |
| 11. | 〈그린메스〉                                  |            |                |           |
| 12. | 〈버터플라이〉                                |            |                |           |
| 13. | 〈서번트신드롬〉                              |            |                |           |
| 14. | 〈시온의 꿈〉                                 |            |                |           |
| 15. | 〈오프닝 테마〉                               |            |                |           |
| 16. | 〈중요도 별 다섯개〉                          |            |                |           |
| 17. | 〈Daily Life〉                                |            |                |           |
| 18. | 〈To My Partner〉                             |            |                |           |
| 19. | 〈From Heaven〉                               |            |                |           |

## 수상 경력
- 2013년 KBS 연기대상 중편드라마 부문 남자 최우수상, 네티즌상, PD가 뽑은 연기자상, 베스트 커플상 주원
- 2013년 KBS 연기대상 중편드라마 부문 여자 우수연기상, 베스트 커플상, 인기상 문채원
- 2013년 KBS 연기대상 중편드라마 부문 남자 우수연기상 주상욱
- 2013년 코리아 드라마 어워즈 작가상 박재범
- 2013년 방송통신심의위원회 10월 이달의 좋은 프로그램상
- 2013년 한국장애인복지시설협회 감사패
- 2013년 장애인먼저실천운동본부 ‘2013년 장애인먼저실천상 대상'
- 2013년 제26회 한국촬영감독협회 그리메상 드라마 부문 최우수작품상 김재환
- 2014년 제26회 한국PD대상 출연자상 탤런트 부문 주원
- 2014년 제26회 한국PD대상 TV드라마 부문 작품상
- 2014년 제50회 백상예술대상 TV부문 드라마 작품상
- 2014년 반프 월드 미디어 페스티벌 드라마 시리즈 부문 최우수 작품상
- 2014년 제41회 한국방송대상 중·단편 부문 드라마 작품상
- 2014년 제9회 서울 드라마 어워즈 미니시리즈 부문 우수 작품상

## 인터뷰
- [정석희 인터뷰] 2부 박재범 작가 "'굿닥터' 너무 잔잔해? 더 늘어지지 못한 게 아쉽다"
- 박재범 작가 인터뷰"'굿닥터' 굿배우들, 천재 뛰어넘어 '동물' 같았다"
- '굿닥터' 박재범 작가 "어려운 역할 박시온, 기대 이상" - 오마이스타
- '굿닥터' 박재범 작가, "치료의 본질은 커뮤니케이션" (인터뷰)
- '굿닥터' 주원 "박시온과 함께 성장"(인터뷰)
- 눈연기에 애드리브까지...문채원, "'굿닥터'로 성장했다"
- 문채원 "남동생, 軍에서도 '굿닥터' 인기최고"(인터뷰)
- '굿닥터' 주상욱 "문채원 캐릭터 만드는 연기력 대단" 극찬
- 주상욱, “나는 항상 피어나길 기다리는 꽃봉오리였다”(인터뷰) 보관됨 2013-10-22 - 웨이백 머신
- '굿닥터' 윤박 "우일규가 더 악독했다면?"(인터뷰)
- '굿닥터' 윤박 "이선균 선배 같은 배우 되고 싶어요" [인터뷰] 보관됨 2013-10-23 - 웨이백 머신
- <인터뷰> '굿 닥터' 윤봉길, 감독들이 '자꾸' 찾는 이유 보관됨 2013-10-23 - 웨이백 머신
- <인터뷰> '굿닥터' 문채원 "여배우 배역 한계에 아쉬움 느껴"
- <인터뷰> '굿닥터' 주원, '연기천재'로 거듭나기까지
- 굿닥터 ‘주원불패’ 입증, 시청자 마음 훔친 주원의 자폐연기
- 주원, "우리나라, 자폐사실 부끄러워 감춘다
- 주원, "'굿닥터' 안 끝날 줄 알았는데…또 한번 성장하는 과정이었다"
- '아듀 굿닥터' 문채원, 당신이 있어 올 가을 설렜어요

## 동시간대 드라마
- MBC 월화 미니시리즈

불의 여신 정이 (2013년 7월 1일 ~ 2013년 10월 22일)
- SBS 월화 미니시리즈

황금의 제국 (2013년 7월 1일 ~ 2013년 9월 17일)
수상한 가정부 (2013년 9월 23일 ~ 2013년 11월 26일)